# نپر

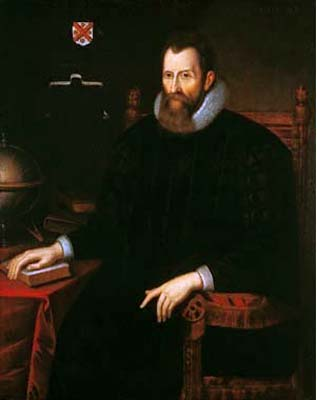
پرتره جان نپر خالق لگاریتم

نپر (به انگلیسی: neper) با نماد Np یک یکای لوگاریتمی برای درصد اندازه‌گیری مباحث فیزیکی و مقدار نیرو است.
مانند گین و از دست رفتن سیگنال الکتریسته.
نام این یکا از مبدع لگاریتم جان نپر گرفته شده‌است. مانند دسی‌بل و bel  نپر نیز یک سیستم بین‌المللی کمیتها (ISQ) است ولی بخشی از  دستگاه بین‌المللی یکاها (SI) نیز هست ولی برای استفاده در کنار SI پذیرفته شده‌است.

## تعریف
مانند دسی‌بل، یک یکای مقیاس لگاریتمی است. با وجودی که بل bel از (پایه-۱۰) لگاریتم برای محاسبه نسبت استفاده می‌شود، نپر از  لگاریتم طبیعی بر پایه  عدد e (عدد e ≈ ۲٫۷۱۸۲۸) استفاده می‌کند. مقدار نسبت برای نپر از فرمول زیر محاسبه می‌شود:
{\displaystyle L_{\rm {Np}}=\ln {\frac {x_{1}}{x_{2}}}=\ln x_{1}-\ln x_{2}.\,}
جایی که {\displaystyle x_{1}} و {\displaystyle x_{2}} مقدار بهره هستند، و ln لگاریتم طبیعی است.
در ISQ یک نپر به صورت Np = ۱ تعریف می‌شود نپر به عنوان نسبت مقدار تعریف می‌شود.